# Kozara

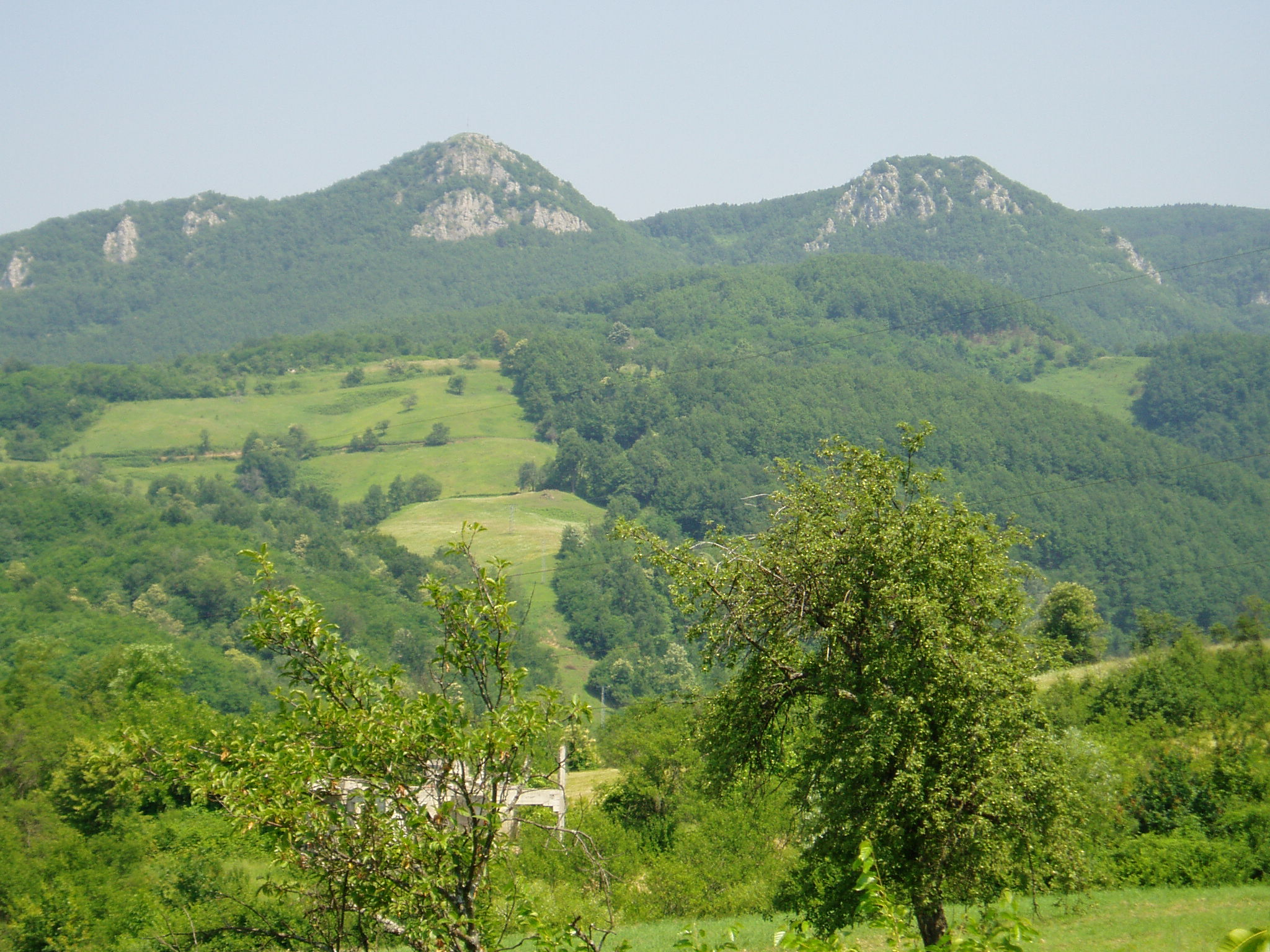
Partea muntelui numită „Kozaracki Kamen” - cu vedere spre cătunul Kozarac

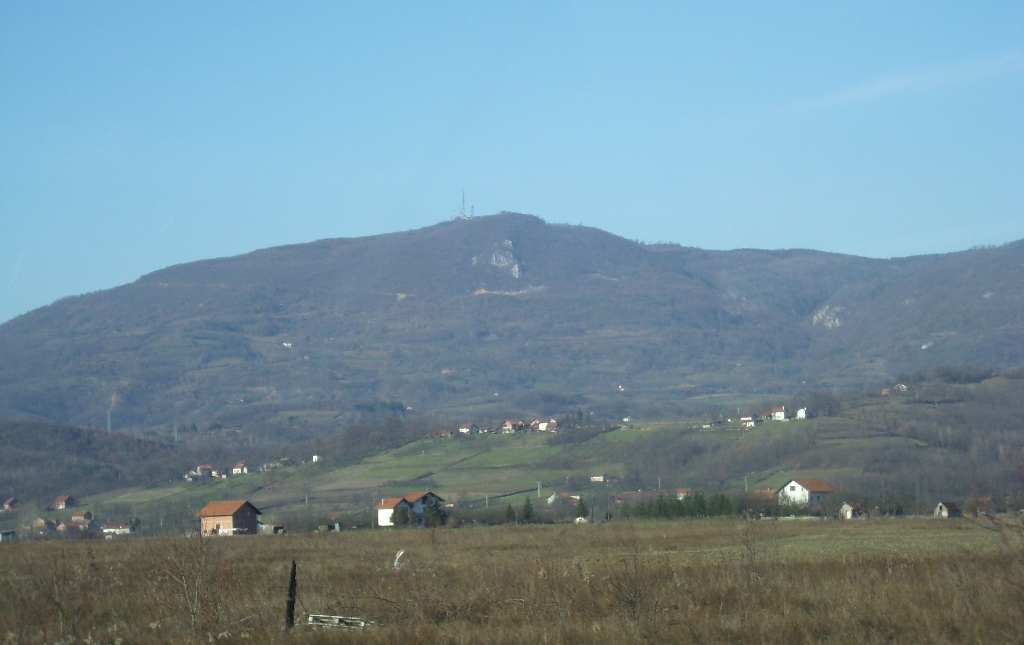
Vedere spre cel mai înalt vârf, Lisina

Kozara (în sârbă Козара) este un munte din vestul Bosniei și Herțegovinei, în regiunea Bosanska Krajina, regiune delimitată de râul Sava la nord, râul Vrbas la est, Sana la sud și Una la vest. Cel mai înalt vârf al său este Lisina (978 m). În anul 1942 Kozara a fost locul Ofensivei Kozara, parte a Războiului de eliberare națională a Iugoslaviei și a rezistenței partizanilor în timpul celui de-al Doilea Război Mondial.

## Vârfuri
| Nume                   | Înălțime (m) |
| ---------------------- | ------------ |
| Lisina                 | 978          |
| Gola planina           | 876          |
| Mrakovica              | 806          |
| Glavuša                | 793          |
| Bešića poljana         | 784          |
| Talavića poljana       | 780          |
| Jarčevica              | 740          |
| Vrnovačka glava        | 719          |
| Benkovac-Jurišina kosa | 705          |
| Zečiji kamen           | 667          |
| Kozarački kamen        | 659          |
| Šupljikovac            | 652          |
| Vitlovska kosa         | 589          |
| Palež                  | 542          |
| Mednjak                | 440          |